# 린다 매카트니
린다 루이즈 매카트니(혼전성 이스트먼(Eastman), 영어: Linda Louise McCartney, 1941년 9월 24일 ~ 1998년 4월 17일)는 미국 뉴욕 시의 유대인 가정에서 태어난 사진가로, 비틀즈의 폴 매카트니의 아내이다. 폴 매카트니와의 결혼 전에는 아레사 프랭클린, 지미 핸드릭스, 밥 딜런, 재니스 조플린, 에릭 클랩튼, 사이먼 & 가펑클, 더 후, 도어즈, 롤링 스톤스 등의 사진 작가로 활동했다.
그녀는 1962년 6월 18일 존 머빈 시 주니어와  결혼했으나 1965년 6월 이혼했다. 폴 매카트니와는 1967년 런던에서 책에 쓰일 비틀즈의 사진을 찍는 중에 만나게 되었고 존 레논과 오노 요코의 결혼보다 8일 앞선 1969년 3월 12일 재혼했다.
그녀는 헤더 매카트니(폴과 결혼 전 첫 번째 남편 존 머빈 씨 주니어와 사이에 낳은 아이로 폴이 자신의 아이로 입양했다.), 메리 매카트니, 스텔라 매카트니, 제임스 매카트니 등 총 1남 3녀를 두었다.
결혼 후에는 환경운동가와 채식주의자로 활동했으며, 윙스의 멤버로 활동하기도 했다. 또한 폴 매카트니의 도움으로 꾸준히 음악적 재능을 계발해, 1998년에는 그녀 스스로 작곡해 만든 앨범인 《Wide Prairie》를 냈다.
그녀는 1998년 4월 17일 미국 애리조나주 투손에 있는 폴 매카트니의 농장에서 매카트니와 그녀의 자녀들이 지켜보는 앞에 사망했다. 사인은 유방암이었고 이후 폴 매카트니는 동물 실험을 하지 않는 유방암 연구 재단을 설립했으며, 2000년 1월에는 린다가 치료를 받았던 투손과 뉴욕에 있는 병원에 2백만 달러를 기부했다.